# Soldat de Crist

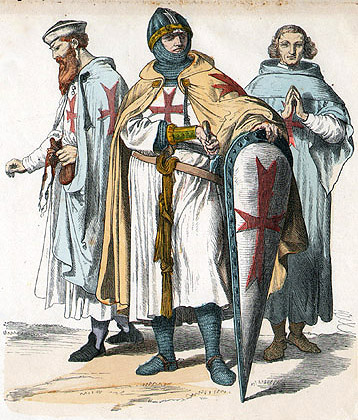
Els templers són un exemple paradigmàtic de Milites Christi.

Un soldat de Crist - en llatí Miles Christi (miles -militar, soldat - i Christi -de Crist-) o és una idea teològica que apareix al llarg de la història del cristianisme i que uneix, aparentment de forma contradictòria, el fet guerrer i el fet espiritual.
Una de les primeres referències a aquest concepte apareix al Nou Testament, en una epístola de Pau de Tars (concretament, en l'accepció singular del terme: Miles Christi). Al s.VI, Sant Benet també utilitza termes militars en la seva Regla de vida monàstica.
Fins a la fi de l'Imperi Romà, el concepte Milites Christi no representa més que una simple al·legoria religiosa, però amb el pas del temps, alguns soldats romans i també bàrbars assimilaran la fe cristiana, ajuntant així dos mons, el de Déu i el de la mílicia. A partir d'aquí, i sobretot ja en l'edat mitjana, amb l'auge de la cavalleria, es farà una lectura literal del terme Milites Christi. Els cavallers s'avesaran a jurar fidelitat al rei sobre la seva espasa i sobre la Bíblia i lluitaran i mataran en nom de Déu. Sorgiran els ordes militars, que tindran un paper molt actiu en les croades, afavorint la consolidació de la religió cristiana.
Entre el s. XI i XIII, sorgeix una relació Església-cavalleria que no sempre serà fàcil. La combinació del furor guerrer es contradiu sovint amb els valors religiosos de bondat i pau, però aviat es trobaran formes d'equilibrar la situació. D'una banda, els eclesiàstics redactaran codis ètics per a dotar d'un mínim comportament moral al soldat en guerra (vegeu el Llibre de l'orde de cavalleria de Llull, per exemple). D'altra banda, els cavallers lluitaran per la causa cristiana, ampliant així els cercles d'influència d'aquesta. A més, molts cops donaran penedits els seus guanys a l'Església, esperant així obtenir el perdó de Déu pels pecats comesos.
Sociològicament parlant, els Milites Christi formen part d'un dels pilars del model trinitari de la societat feudal: oratores (qui resa, clergat), bellatores (qui combat, noblesa –aquí encabiríem els Soldats de Crist-) i laboratores (qui treballa, el poble).
Amb el naixement de la burgesia comercial i l'empoderament de les monarquies al s. XV, la noblesa cavalleresca entra en declivi. El concepte Milites Christi, doncs, quedarà relegat de nou a l'àmbit purament teòric.